# Вестланд интерсептор
Вестланд интерсептор (енгл. Westland Interceptor) је ловачки авион направљен у Уједињеном Краљевству. Авион је први пут полетео 1928. године. 

Највећа брзина у хоризонталном лету је износила 309 km/h. Размах крила је био 11,5 метара а дужина 7,73 метара. Био је наоружан са два митраљеза калибра 7,7 милиметара Викерс.

## Наоружање
| Наоружање авиона: Вестланд интерсептор |          |
| Ватрено (стрељачко) наоружање          |          |
| Топ                                    |          |
| Митраљез                               |          |
| Број и ознака митраљеза                | 2 Викерс |
| Калибар                                | 7,7      |
| Бомбардерско наоружање (бомбе)         |          |
| Ракетно наоружање (ракете)             |          |